# Armando Manhiça
António dos Santos Manhiça (Lourenço Marques, 12 aprile 1943 – 12 settembre 2009) è stato un calciatore portoghese, di ruolo difensore.